# Залдостанов Олександр Сергійович
Олександр Сергійович Залдостанов, прізвисько «Хірург» (*19 січня 1963, Кіровоград (нині Кропивницький)) — байкер, президент російського мотоклубу «Нічні Вовки», президент некомерційної організації «Асоціації байкерів», генеральний директор клубу «Байк-центр», голова всеросійської громадської організації «Нічні Вовки», співзасновник охоронного агентства ТОВ «ЧОП „Вовк 77“».
Займається організацією міжнародних байк-шоу в Росії. Крім того, Залдостанов і його мотоклуб «Нічні Вовки» регулярно проводять мотопробіги з проросійською тематикою до Криму. Проводить акції на підтримку Російської православної церкви. «Хірург» головний сценарист, режисер і автор музичного та іншого оформлення всіх байкерських шоу.

## Біографія
Народився в Кіровограді (нині Кропивницький). З 6 до 14 років щороку проводив все літо в піонерському таборі «Південний» Чорноморського флоту поблизу Севастополя. 
У 1984 році закінчив 3-й Московський медінститут і ординатуру. Деякий час працював хірургом у поліклініці та ординатурі Центрального науково-дослідного інституту стоматології, спеціалізація — посттравматичні деформації лицьової області.
У 1985 році одружився з німкенею, проживав у Берліні, де вивчав байкерську субкультуру, через деякий час розлучився. У Західному Берліні працював охоронцем у рок-н-рол клубі «Sexton».
На виборах президента Російської Федерації був довіреною особою кандидата Володимира Путіна.
У 2013 році нагороджений Орденом Пошани за «активну роботу з патріотичного виховання молоді».

## «Байк-Центр»
«Байк-Центр» юридично належить Залдостанову, ще клуб називають від імені рок-клубу «Sexton» — торгово-розважальний центр площею більше 1 гектара, на території котрого знаходяться мотосервіс, ресторан, нічний клуб, дискотека, рок-клуб, театр, гостьові кімнати, мотомагазин, магазин фірмового одягу клубу «Wolf Wear» та інші підприємства. Щорічно, з грудня до середини лютого проходить платна розважальна програма для дітей «Новорічна ялинка». Також у «Байк-Центрі» проходять: останні дзвінки для школярів, дні молоді району.
Облаштування «Байк-Центру» було розпочате в 1999 році в Мневниках (Москва) на території промислового сміттєзвалища, на кошти від розроблення проекту мотоцикла «Вовк». Земля була виділена московським урядом в рамках підтримки молодіжної політики. У 2002 був включений до книги «Визначні місця столиці».
Перша публічна зустріч Залдостанова з В. Путіним, що на той час був Прем'єр-міністром РФ, відбулась в «Байк-Центрі».

## Переконання
Сповідує та рекламує проросійські імперські погляди.
Зачисляє себе до російської православної конфесії, проводить акції в підтримку РПЦ.
В Україні охороняв пам'ятник Катерині II в Севастополі що планувався до знесення.
|  | Севастополь має стати тим міцним канатом, що триматиме Україну і Росію разом. Його роль в історії ще попереду. І я б хотів бачити в цілому Росію і Україну єдиною країною. Оригінальний текст (рос.) Севастополь должен стать тем прочным канатом, который будет держать Украину и Россию вместе. Его роль в истории еще впереди. И я бы хотел видеть в целом Россию и Украину неделимой страной. Інтерв'ю О.Залдостанова газеті «Флаг Родины» |

Найбільш яскравим політиком та особистістю вважає Йосипа Сталіна, переконаний, що він був віруючою людиною. 25 серпня 2013 року в прямому телевізійному ефірі державного телеканалу переказує слова самозвеличення Сталіна; російські ЗМІ відзначають недостовірний переказ цитати, непевне джерело оригінального варіанту і здивування пропагандою.
Щоразу, перебуваючи закордоном, на мотоцикл встановлює прапор Російської Федерації, що отримав особисто з рук В.Путіна.

## Сім'я
Батьки Олександра були лікарями. Сестра працює лікарем закордоном.
За словами Олександра, мати (лікар-реаніматолог) була за переконаннями антикомуністкою, проте з великою пошаною ставилась до радянського диктатора Йосипа Сталіна.
Виховує сина.

## Санкції
Олександр Залдостанов активно підтримуючи російську державну пропаганду, публічно заперечуючи право на державність і закликаючи до "денацифікації", а також "деукраїнізації" країни, та просуває ідею про те, що Україна повинна бути невід'ємною частиною Росії. Як лідер MC "Нічні вовки", Залдостанов є фізичною особою, відповідальною за підтримку і здійснення дій або політики, які підривають або загрожують територіальній цілісності, суверенітету і незалежності України, а також стабільності і безпеці в Україні.
19 грудня 2014 року доданий до санкційного списку США.
21 липня 2022 року Олександр Залдостанов доданий до санкційного списку Євросоюзу.
7 жовтня 2022 року доданий до санкційного списку Японії.
19 жовтня 2022 року Олександр Залдостанов доданий до підсанкціного списку України.